# Canale Amsterdam-Reno
Il canale Amsterdam-Reno (in olandese: Amsterdam-Rijnkanaal) è un canale artificiale dei Paesi Bassi tra l'IJ presso Amsterdam e il Waal presso Tiel. Fa parte della rete di vie d'acqua che collegano il porto di Amsterdam con la regione della Ruhr in Germania. Il canale è lungo 72 chilometri, largo da 100 a 120 metri e profondo da 6 a 9 metri. Con circa 100.000 imbarcazioni all'anno è il canale più navigato del mondo.

## Storia
Dopo qualche decennio di servizio, il Canale della Merwede, principale collegamento nord-sud, costruito nel 1892, non fu più sufficiente. Per questa ragione, fu pianilficata la creazione di un canale più lungo, più profondo e più largo dal porto di Amsterdam e il Waal. Alcuni degli obiettivi del canale Amsterdam-Reno erano quelli di ottenere un guadagno di tempo, un accorciamento del tragitto e una riduzione del numero di chiuse. Un canale più profondo e più largo avrebbe permesso il transito di battelli fluviali più grandi.
La legge che ordina la realizzazione del canale è datata 1931. A causa della crisi economica e, successivamente, della seconda guerra mondiale, la costruzione dello stesso fu ritardata. Quando iniziarono i lavori la parte settentrionale del Canale della Merwede (Merwedekanaal) tra Amsterdam e Utrecht fu modificata ed integrata nel nuovo canale. Tra Utrecht, Wijk bij Duurstede e Tiel, fu invece creato un nuovo canale. La nuova tratta tra Amsterdam e Utrecht fu inaugurata dalla regina Giuliana il 21 maggio 1952. La parte meridionale del Canale della Merwede tra Utrecht e Groninga fu mantenuta nello stato originale.
Inoltre, tra Jutphaas e Vreeswijk, fu costruita una connessione supplementare per il Lek, chiamata Canale del Lek (Lekkanaal).
Il canale fu aperto alla navigazione nel maggio 1952. Tra il 1965 e il 1981, fu ampliato al fine di consentire il transito a battelli di pescaggio massimo di 3,30 m.